# Gran Nació Sioux

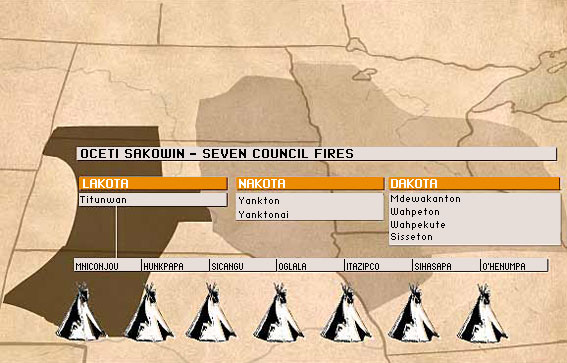
El poble sioux era unit en una Confederació de set membres, anomenada Consell dels Set Focs.

La Gran Nació Sioux és un terme que s'aplica a l'estructura política de l'ètnia sioux en el moment del seu contacte amb els europeus i els euroamericans. La major part dels pobles que parlen una llengua sioux eren membres de l'Očhéthi Šakówiŋ (pronunciat [oˈtʃʰetʰi ʃaˈkowĩ]) o Consell dels Set Focs. Els set membres de vegades s'agrupaven en tres grups regionals/dialectals (Lakota, Dakota Occidental i Dakota Oriental), però aquestes identitats de nivell mitjà no es van institucionalitzar políticament: els set grups més petits eren membres separats d'una confederació.
Dos pobles sioux no formaven part del Consell dels Set Focs: els assiniboines i Stoney que vivien al nord dels altres, en comptes eren membres de la Confederació de Ferro amb el cree, enemics tradicionals dels sioux.

## Subdivisions
La Gran Nació Sioux es divideix en tres grups en funció lingüística i regional i diversos subgrups. Lingüísticament, els tres grups de llengües pertanyen a llengües siouan.
1. Lakota (a.k.a. lakȟóta, teton)
  - Lakota septentrional (húŋkpapȟa, sihásapa)
  - Lakota central (mnikȟówožu, itázipčho, oóhenuŋpa)
  - Lakota meridional (oglála, sičháŋǧu)
2. Dakota occidental (a.k.a. yankton-yanktonai o dakȟóta)
  - Yankton (Iháŋktȟuŋwaŋ)
  - Yanktonai (Iháŋktȟuŋwaŋna)
3. Dakota oriental (a.k.a. santee-sisseton o dakhóta)
  - Santee (isáŋyathi: bdewákhathuŋwaŋ, waȟpékhute)
  - Sisseton (sisíthuŋwaŋ, waȟpéthuŋwaŋ)

El terme "Gran Nació Sioux" també s'aplica a vegades a un estat hipotètic a l'oest i Oest Mitjà dels Estats Units, que ocuparia les següents reserves índies reconegudes:
- Oglala (reserva índia de Pine Ridge)
- Sićangu (reserva índia de Rosebud)
- Hunkpapa (reserva índia de Standing Rock/reserva índia de Cheyenne River)
- Miniconjou (Cheyenne River)
- Sans Arc (Cheyenne River)
- Two Kettles (Cheyenne River)
- reserva de Crow Creek
- reserva de Lower Brulé
- reserva índia de Santee Sioux
- Yanktonai (reserva índia Yankton)
- reserva índia de Flandreau
- reserva índia de Lake Traverse (Sisseton-Wahpehton)
- Lower Sioux
- Upper Sioux
- Shakopee-Mdewakanton
- Prairie Island
- Standing Rock
- Tribu Spirit Lake (antigament reserva Devil's Lake)

L'hipotètic estat també inclouria la desapareguda Gran Reserva Sioux i altres "territori indis no cedits" en quatre estats, així com parts dels estats següents:
- Dakota del Sud
- Montana
- Nebraska
- Dakota del Nord
- Wyoming

Per tant, la teòrica Gran Nació Sioux ocupa només parts dels Estats Units, on les tribus Sioux tenen algun reclam legal pel que fa als tractats amb el govern federal. (vegeu, per exemple, Tractat de Fort Laramie i el mapa del terreny del tractat a la secció enllaços externs.)
Històricament, la Gran Nació Sioux i els Estats Units han tingut una relació turbulenta. Les últimes de les grans Guerres Índies, la batalla de Little Bighorn i la massacre de Wounded Knee, es van lliurar entre aquests dos pobles.

## Controvèrsia
En un dels casos no resolts més antics de la història legal dels Estats Units, els "Estats Units v. La Nació Sioux," la Cort Suprema dels Estats Units va dictaminar que els Estats Units es va equivocar a trencar els termes del Tractat de Fort Laramie de 1868, que eximia les Black Hills de tot acord blanc per sempre. No obstant això, quan els euroamericans hi van descobrir or en 1874, els miners van irrompre a la zona en la febre de l'or. El govern dels Estats Units va reassignar els Lakota, en contra dels seus desitjos, a altres reserves a l'oest de Dakota del Sud. El tribunal va concedir a vuit tribus sioux 106 milions de dòlars en compensació (el valor de 17,5 milions de dòlars de 1877 més interessos). La Nació Sioux s'ha negat a acceptar la compensació, que es manté en comptes en el Departament del Tresor, meritant interessos. A partir de 2011, s'estima que els comptes estan valorats en més d'10.000 milions de dòlars.

## Canadà
Els assiniboines (Nakota) parlen una llengua sioux estretament relacionada amb el Yanktonai. Es van convertir en un poble separat en algun moment abans de 1640 segons es va documentar per primera vegada pels missioners francesos. Els Assiniboine no són membres del Consell dels Set Focs, sinó de la Confederació de Ferro (amb els cree i saulteaux), i es va convertir en enemics a llarg termini de la resta dels sioux. A causa d'això els altres parlants sioux es refereixen a ells com a Hohe o "rebels". Els assiniboines van ser els primers dels pobles de parla sioux que deixaren el Boscos Orientals i passaren a les Grans Planes. Els Nakoda (Stoney) va començar com a branca occidental dels assiniboines, però es consideren un poble separat després d'aproximadament 1744.